# ヴァーマナ・プラーナ
ヴァーマナ･プラーナ（Vāmana Purāna）は、ヒンドゥー教の聖典で、18のプラーナ文献の1つである。
このプラーナの名前はヴィシュヌ神の化身（アヴァターラ）の1つであるヴァーマナの物語から始まることに由来する。ヴィシュヌ派的な内容だが、リンガ崇拝などシヴァ派的な内容も見られる。
比較的新しいプラーナとされる。